# Renato Ricamo
Renato Ricamo (Trieste, 21 agosto 1914 – Roma, 24 febbraio 1994) è stato un fisico italiano.

## Biografia e carriera
Laureatosi in fisica all'Università di Bologna, con Quirino Majorana, discutendo, il 21 novembre del 1936, una tesi dal titolo "Natura termica dell'effetto di depolarizzazione elettrolitica da parte di una corrente ad alta frequenza", è quindi assistente di Majorana al laboratorio di fisica sperimentale, dal 1937 alla fine degli anni '40. Dopo il servizio militare in Marina, nel 1949 consegue la libera docenza in fisica sperimentale.
Dopo un periodo di ricerca all'ETH di Zurigo, dove si specializza in fisica nucleare sperimentale, nel 1952 viene chiamato a dirigere il Laboratorio del Sincrotrone fondato presso l'Università di Torino nel 1951, contemporaneamente all'installazione di un Betatrone nell'Ospedale Le Molinette di Torino. Esperto in esperimentazioni di fisica nucleare, in particolare in misure nucleari,  è quindi assistente di fisica sperimentale all'Istituto di Fisica di Torino, dove insegna radioattività e fisica nucleare nel corso affidatogli per incarico di Fisica terrestre.
Nel gennaio del 1954, vinto un concorso a cattedra, è straordinario di fisica sperimentale all'Università di Catania alla cattedra lasciata da Giuseppe Cocconi, divenendone ordinario nel 1957. Come direttore dell'Istituto di Fisica di Catania, Ricamo dà nuovo slancio alla fisica in questa città: qui fonda, nel marzo del 1955, il Centro Siciliano di Fisica Nucleare (CSFN), istituzione di ricerca fortemente voluta dall'allora Rettore Cesare Sanfilippo. Per le attività di questo centro, Ricamo ottiene, già nel giugno del 1955, l'autorizzazione a comprare un acceleratore di particelle (tipo "Van der Graaf"), il primo nel Meridione (e uno dei primi in Italia), che, dopo averlo personalmente collaudato negli Stati Uniti, lo installerà nel centro nel 1956, dando il via alle prime attività di ricerca che segneranno l'inizio di una fortunata scuola siciliana di fisica nucleare e struttura della materia (in cui si formeranno, fra gli altri, Attilio Agodi, Marcello Baldo, Angelo Cunsolo, Massimo Di Toro, Salvatore Lo Nigro, Emilio Migneco, Carmelo Milone, Salvatore Notarrigo, Giuseppe Pappalardo, Renato Potenza, Renato Pucci, Emanuele Rimini, Antonino Rubbino, Domenico Vinciguerra). Al contempo, Ricamo potenzia pure l'organico del personale tecnico e il corpo docente dell'Istituto di Fisica, promuovendone altresì l'attività didattica e di ricerca.
Nel corso degli anni, questo primo centro, creato per la ricerca in fisica nucleare teorica e sperimentale, istituzionalmente si evolverà divenendo, nel 1967, il Centro Siciliano di Fisica Nucleare e Struttura della Materia (CSFNSM), pensato per ricerche in struttura della materia oltreché in fisica nucleare e le sue applicazioni mediche, civili e industriali, il quale poi si consorzierà con il Laboratorio Nazionale del Sud di Catania, fondato nel 1976, internamente all'INFN, assieme al Dipartimento di Fisica e Astronomia dell'Università di Catania.
All'interno di questo consorzio, che prenderà infine il nome di Laboratori Nazionali del Sud di Catania-INFN, in collaborazione con l'Azienda Ospedaliera di Catania e il Policlinico Universitario, verrà altresì creato, nel 2002, il Centro di Adroterapia, uno dei primi sul territorio nazionale per le applicazioni terapeutiche della fisica nucleare in campo oncologico, e specializzato in particolare nel trattamento e nella cura delle neoplasie oculari, con varie sezioni distaccate in Sicilia.
Nel 1965, Ricamo si trasferisce a L'Aquila (lasciando la direzione dell'Istituto di Fisica di Catania a Italo Federico Quercia), dove fonda l'Istituto di Fisica dell'Università, fra i primi della Facoltà di Scienze, che dirigerà per molti anni, e dove concluderà la propria carriera accademica. Gli saranno intitolati alcuni edifici universitari e l'aula Magna.
Fra i suoi tanti allievi, il fisico dell'atmosfera e meteorologo Guido Visconti.

## Opere principali
- Esercitazioni di fisica, relative al corso del prof. Quirino Majorana, Tip. L. Parma, Bologna, 1938.
- Lezioni di fisica sperimentale, lezioni del corso tenuto dal prof. Quirino Majorana, raccolte da G.C. Dalla Noce e R. Ricamo, GUF, Bologna, 1940.
- Esercitazioni di fisica, Tip. L. Parma, Bologna, 1941.
- Guida alle esercitazioni di fisica, 2 voll., Libreria Universitaria L. Tinarelli, Bologna, 1948 (con successive edizioni e ristampe).